# Kieler Sportvereinigung Holstein von 1900 2008-2009
Questa voce raccoglie le informazioni riguardanti il Kieler Sportvereinigung Holstein von 1900 nelle competizioni ufficiali della stagione 2008-2009.

## Stagione
Nella stagione 2008-2009 l'Holstein Kiel, allenato da Peter Vollmann e Falko Götz, concluse il campionato di Regionalliga nord al 1º posto e fu promosso in 3. Liga. In Coppa di Germania l'Holstein Kiel fu eliminato al primo turno dall'Hansa Rostock.

## Rosa
| N. |                     | Ruolo | Calciatore           |
| -- | ------------------- | ----- | -------------------- |
| 1  | Germania (bandiera) | P     | Simon Henzler        |
| 2  | Germania (bandiera) | D     | Kevin Schulz         |
| 3  | Germania (bandiera) | D     | Jan Sandmann         |
| 4  | Germania (bandiera) | D     | Sven Boy             |
| 5  | Germania (bandiera) | C     | Heiko Petersen       |
| 6  | Germania (bandiera) | C     | Hendrik Großöhmichen |
| 8  | Germania (bandiera) | D     | Christian Jürgensen  |
| 9  | Lituania (bandiera) | A     | Dimitrijus Guščinas  |
| 10 | Germania (bandiera) | A     | Tim Wulff            |
| 11 | Germania (bandiera) | C     | Jan Hoffmann         |
| 12 | Russia (bandiera)   | P     | Ivan Belyaev         |
| 13 | Germania (bandiera) | C     | Florian Meyer        |
| 14 | Germania (bandiera) | C     | Hauke Brückner       |
| 15 | Germania (bandiera) | D     | Holger Hasse         |

| N. |                     | Ruolo | Calciatore      |
| -- | ------------------- | ----- | --------------- |
| 16 | Germania (bandiera) | C     | Stephan Vujčić  |
| 17 | Nigeria (bandiera)  | C     | Stephen Famewo  |
| 18 | Germania (bandiera) | C     | Michael Holt    |
| 19 | Germania (bandiera) | C     | Mohammed Lartey |
| 20 | Germania (bandiera) | D     | Peter Schyrba   |
| 21 | Germania (bandiera) | C     | Tim Siedschlag  |
| 22 | Germania (bandiera) | C     | Thorsten Rohwer |
| 23 | Germania (bandiera) | C     | Alexander Nouri |
| 24 | Germania (bandiera) | C     | Marco Stier     |
| 25 | Germania (bandiera) | C     | Mariusz Zmijak  |
| 26 | Croazia (bandiera)  | A     | Velimir Grgić   |
| 27 | Germania (bandiera) | A     | Nico Schrum     |
| 28 | Germania (bandiera) | P     | Michael Frech   |
|    | Germania (bandiera) | D     | Matthias Hummel |

## Organigramma societario
Area tecnica
- Allenatore: Falko Götz
- Allenatore in seconda: Andreas Thom
- Preparatore dei portieri: Klaus Thomforde
- Preparatori atletici:
- Analisi video:

## Calciomercato

### Sessione estiva
| Acquisti | Acquisti             | Acquisti            | Acquisti |
| R.       | Nome                 | da                  | Modalità |
| -------- | -------------------- | ------------------- | -------- |
| C        | Mohammed Lartey      | Bayer Leverkusen II |          |
| P        | Michael Frech        | Siegen              |          |
| C        | Hendrik Großöhmichen | Osnabrück           |          |
| C        | Jan Hoffmann         | Lubecca             |          |
| C        | Alexander Nouri      | Osnabrück           |          |

| Cessioni | Cessioni     | Cessioni         | Cessioni |
| R.       | Nome         | a                | Modalità |
| -------- | ------------ | ---------------- | -------- |
| C        | Marc Nielsen | Altona 93        |          |
| P        | Henrik Preuß | Eider Büdelsdorf |          |

### Sessione invernale
| Acquisti | Acquisti      | Acquisti         | Acquisti |
| R.       | Nome          | da               | Modalità |
| -------- | ------------- | ---------------- | -------- |
| C        | Marco Stier   | Bayern Monaco II |          |
| A        | Velimir Grgić | Sandhausen       |          |

| Cessioni | Cessioni | Cessioni | Cessioni |
| R.       | Nome     | a        | Modalità |
| -------- | -------- | -------- | -------- |

## Risultati

### Regionalliga

#### Girone di andata
| Arbitro: | Kampka |

|  |           |                                 |
|  | Marcatori | 11’ (rig.) Kowalczyk 17’ Pollok |

| Arbitro: | Christ |

|  |           |            |
|  | Marcatori | 55’ Lartey |

| Arbitro: | Helwig |

|                     |           |                |
| Lartey 8’ Nouri 65’ | Marcatori | 51’ Hackenberg |

| Arbitro: | Seemann |

|            |           |                                                               |
| Tunjic 59’ | Marcatori | 41’, 72’ Wulff 68’ Nouri 74’ Hoffmann 85’ Guščinas 90’ M.Holt |

| Arbitro: | Frömel |

|            |           |  |
| Lartey 37’ | Marcatori |  |

| Arbitro: | Rohde |

|  |           |              |
|  | Marcatori | 68’ Hoffmann |

| Arbitro: | Stor |

|                           |           |                   |
| Lartey 19’ Siedschlag 82’ | Marcatori | 85’ (rig.) Boltze |

| Arbitro: | Athanassiadis |

|                       |           |                         |
| Proschwitz 55’ (rig.) | Marcatori | 4’, 27’ Wulff 84’ Nouri |

| Arbitro: | Seidel |

|                           |           |           |
| Koçer 20’, 30’ Tüting 88’ | Marcatori | 13’ Wulff |

| Kiel 29 ottobre 2008, ore 15:00 CET 10ª giornata | Holstein Kiel | 0 – 0 referto | Babelsberg | Holstein-Stadion (3 358 spett.)\| Arbitro: \| Meyer \| |
| Arbitro:                                         | Meyer         |               |            |                                                        |

| Arbitro: | Kempter |

|           |           |                  |
| Beneš 50’ | Marcatori | 52’ (rig.) Nouri |

| Arbitro: | Steuer |

|                     |           |             |
| Siedschlag 67’, 83’ | Marcatori | 44’ Schahin |

| Arbitro: | Brauer |

|                   |           |            |
| Hoeneß 27’ (rig.) | Marcatori | 54’ Lartey |

| Arbitro: | Wenkel |

|               |           |  |
| Siedschlag 7’ | Marcatori |  |

| Arbitro: | Fritz |

|  |           |                       |
|  | Marcatori | 4’ Siedschlag 76’ Boy |

| Arbitro: | Nowak |

|                |           |          |
| Siedschlag 78’ | Marcatori | 80’ Baum |

| Arbitro: | Frank |

|            |           |                                 |
| Gebers 43’ | Marcatori | 16’ Schyrba 62’ Wulff 70’ Hasse |

#### Girone di ritorno
| Arbitro: | Seemann |

|  |           |                     |
|  | Marcatori | 8’ Wulff 71’ Vujčić |

| Arbitro: | Brych |

|              |           |            |
| Guščinas 84’ | Marcatori | 72’ Braham |

| Arbitro: | Hammer |

|                   |           |                      |
| Müller 17’ (rig.) | Marcatori | 85’ Stier 87’ M.Holt |

| Arbitro: | Gorniak |

|                                         |           |  |
| M.Holt 9’, 39’ (rig.), 54’ Guščinas 89’ | Marcatori |  |

| Arbitro: | Bärmann |

|  |           |           |
|  | Marcatori | 90’ Meyer |

| Arbitro: | Grudzinski |

|           |           |             |
| M.Holt 9’ | Marcatori | 30’ Sembolo |

| Arbitro: | Hartmann |

|  |           |         |
|  | Marcatori | 18’ Boy |

| Arbitro: | Bandurski |

|                             |           |  |
| M.Holt 59’ (rig.) Stier 80’ | Marcatori |  |

| Arbitro: | Winkmann |

|           |           |            |
| Grgić 36’ | Marcatori | 22’ Tüting |

| Arbitro: | Kircher |

|  |           |                          |
|  | Marcatori | 23’ Siedschlag 62’ Grgić |

| Arbitro: | Perl |

|                |           |                           |
| Siedschlag 19’ | Marcatori | 85’ Hebestreit 89’ Müller |

| Arbitro: | Rafati |

|  |           |                              |
|  | Marcatori | 71’ Vujčić 80’ (rig.) M.Holt |

| Arbitro: | Schalk |

|           |           |            |
| Stier 76’ | Marcatori | 48’ Traoré |

| Arbitro: | Steinberg |

|              |           |           |
| Könnecke 36’ | Marcatori | 65’ Nouri |

| Kiel 24 maggio 2009, ore 13:30 CEST 32ª giornata | Holstein Kiel | 0 – 0 referto | Plauen | Holstein-Stadion (3 828 spett.)\| Arbitro: \| Kunzmann \| |
| Arbitro:                                         | Kunzmann      |               |        |                                                           |

| Arbitro: | Schmickartz |

|  |           |                                     |
|  | Marcatori | 14’ Brückner 32’ Wulff 89’ Hoffmann |

| Arbitro: | Kempter |

|           |           |  |
| Wulff 87’ | Marcatori |  |

### Coppa di Germania
| Arbitro: | Grudzinski |

|  |           |                              |
|  | Marcatori | 22’ Lechleiter 83’ Schindler |

## Statistiche

### Statistiche di squadra
| Competizione      | Punti | In casa | In casa | In casa | In casa | In casa | In casa | In trasferta | In trasferta | In trasferta | In trasferta | In trasferta | In trasferta | Totale | Totale | Totale | Totale | Totale | Totale | DR  |
| Competizione      | Punti | G       | V       | N       | P       | Gf      | Gs      | G            | V            | N            | P            | Gf           | Gs           | G      | V      | N      | P      | Gf     | Gs     | DR  |
| ----------------- | ----- | ------- | ------- | ------- | ------- | ------- | ------- | ------------ | ------------ | ------------ | ------------ | ------------ | ------------ | ------ | ------ | ------ | ------ | ------ | ------ | --- |
| Regionalliga nord | 73    | 17      | 8       | 7       | 2       | 21      | 12      | 17           | 13           | 3            | 1            | 33           | 10           | 34     | 21     | 10     | 3      | 54     | 22     | +32 |
| Coppa di Germania | -     | 1       | 0       | 0       | 1       | 0       | 2       | 0            | 0            | 0            | 0            | 0            | 0            | 1      | 0      | 0      | 1      | 0      | 2      | -2  |
| Totale            | 73    | 18      | 8       | 7       | 3       | 21      | 14      | 17           | 13           | 3            | 1            | 33           | 10           | 35     | 21     | 10     | 4      | 54     | 24     | +30 |

### Andamento in campionato
| Giornata  | 1  | 2  | 3 | 4 | 5 | 6 | 7 | 8 | 9 | 10 | 11 | 12 | 13 | 14 | 15 | 16 | 17 | 18 | 19 | 20 | 21 | 22 | 23 | 24 | 25 | 26 | 27 | 28 | 29 | 30 | 31 | 32 | 33 | 34 |
| --------- | -- | -- | - | - | - | - | - | - | - | -- | -- | -- | -- | -- | -- | -- | -- | -- | -- | -- | -- | -- | -- | -- | -- | -- | -- | -- | -- | -- | -- | -- | -- | -- |
| Luogo     | C  | T  | C | T | C | T | C | T | T | C  | T  | C  | T  | C  | T  | C  | T  | T  | C  | T  | C  | T  | C  | T  | C  | C  | T  | C  | T  | C  | T  | C  | T  | C  |
| Risultato | P  | V  | V | V | V | V | V | V | P | N  | N  | V  | N  | V  | V  | N  | V  | V  | N  | V  | V  | V  | N  | V  | V  | N  | V  | P  | V  | N  | N  | N  | V  | V  |
| Posizione | 16 | 10 | 5 | 2 | 2 | 2 | 2 | 2 | 2 | 2  | 2  | 1  | 1  | 1  | 1  | 1  | 1  | 1  | 1  | 1  | 1  | 1  | 1  | 1  | 1  | 1  | 1  | 1  | 1  | 1  | 1  | 1  | 1  | 1  |

Legenda:

Luogo: C = Casa; T = Trasferta. Risultato: V = Vittoria; N = Pareggio; P = Sconfitta.

### Statistiche dei giocatori
| Giocatore       | Regionalliga nord | Regionalliga nord | Regionalliga nord | Regionalliga nord | Coppa di Germania | Coppa di Germania | Coppa di Germania | Coppa di Germania | Totale   | Totale | Totale      | Totale     |
| Giocatore       | Presenze          | Reti              | Ammonizioni       | Espulsioni        | Presenze          | Reti              | Ammonizioni       | Espulsioni        | Presenze | Reti   | Ammonizioni | Espulsioni |
| --------------- | ----------------- | ----------------- | ----------------- | ----------------- | ----------------- | ----------------- | ----------------- | ----------------- | -------- | ------ | ----------- | ---------- |
| I. Belyaev      | 0                 | 0                 | 0                 | 0                 | 0                 | 0                 | 0                 | 0                 | 0        | 0      | 0           | 0          |
| S. Boy          | 29                | 2                 | 3                 | 0                 | 1                 | 0                 | 0                 | 0                 | 30       | 2      | 3           | 0          |
| H. Brückner     | 23                | 1                 | 6                 | 0                 | 1                 | 0                 | 0                 | 0                 | 24       | 1      | 6           | 0          |
| S. Famewo       | 3                 | 0                 | 0                 | 0                 | 0                 | 0                 | 0                 | 0                 | 3        | 0      | 0           | 0          |
| M. Frech        | 33                | 0                 | 1                 | 0                 | 0                 | 0                 | 0                 | 0                 | 33       | 0      | 1           | 0          |
| V. Grgić        | 13                | 2                 | 4                 | 0                 | 0                 | 0                 | 0                 | 0                 | 13       | 2      | 4           | 0          |
| H. Großöhmichen | 18                | 0                 | 1                 | 0                 | 0                 | 0                 | 0                 | 0                 | 18       | 0      | 1           | 0          |
| D. Guščinas     | 24                | 3                 | 0                 | 0                 | 1                 | 0                 | 0                 | 0                 | 25       | 3      | 0           | 0          |
| H. Hasse        | 12                | 1                 | 1                 | 0                 | 0                 | 0                 | 0                 | 0                 | 12       | 1      | 1           | 0          |
| S. Henzler      | 2                 | 0                 | 0                 | 0                 | 1                 | 0                 | 0                 | 0                 | 3        | 0      | 0           | 0          |
| J. Hoffmann     | 17                | 3                 | 1                 | 0                 | 1                 | 0                 | 0                 | 0                 | 18       | 3      | 1           | 0          |
| M. Holt         | 15                | 8                 | 0                 | 0                 | 1                 | 0                 | 0                 | 0                 | 16       | 8      | 0           | 0          |
| M. Hummel       | 20                | 0                 | 5                 | 0                 | 0                 | 0                 | 0                 | 0                 | 20       | 0      | 5           | 0          |
| C. Jürgensen    | 28                | 0                 | 2                 | 0                 | 1                 | 0                 | 0                 | 0                 | 29       | 0      | 2           | 0          |
| M. Lartey       | 31                | 5                 | 2                 | 0                 | 1                 | 0                 | 0                 | 0                 | 32       | 5      | 2           | 0          |
| F. Meyer        | 14                | 1                 | 1                 | 0                 | 0                 | 0                 | 0                 | 0                 | 14       | 1      | 1           | 0          |
| A. Nouri        | 25                | 5                 | 4                 | 0                 | 1                 | 0                 | 0                 | 0                 | 26       | 5      | 4           | 0          |
| H. Petersen     | 10                | 0                 | 0                 | 0                 | 0                 | 0                 | 0                 | 0                 | 10       | 0      | 0           | 0          |
| T. Rohwer       | 10                | 0                 | 1                 | 1                 | 1                 | 0                 | 0                 | 0                 | 11       | 0      | 1           | 1          |
| J. Sandmann     | 3                 | 0                 | 0                 | 0                 | 0                 | 0                 | 0                 | 0                 | 3        | 0      | 0           | 0          |
| N. Schrum       | 0                 | 0                 | 0                 | 0                 | 0                 | 0                 | 0                 | 0                 | 0        | 0      | 0           | 0          |
| K. Schulz       | 11                | 0                 | 1                 | 0                 | 1                 | 0                 | 0                 | 0                 | 12       | 0      | 1           | 0          |
| P. Schyrba      | 33                | 1                 | 7                 | 0                 | 1                 | 0                 | 0                 | 0                 | 34       | 1      | 7           | 0          |
| T. Siedschlag   | 30                | 8                 | 3                 | 0                 | 1                 | 0                 | 0                 | 0                 | 31       | 8      | 3           | 0          |
| M. Stier        | 16                | 3                 | 1                 | 0                 | 0                 | 0                 | 0                 | 0                 | 16       | 3      | 1           | 0          |
| S. Vujčić       | 29                | 2                 | 5                 | 0                 | 0                 | 0                 | 0                 | 0                 | 29       | 2      | 5           | 0          |
| T. Wulff        | 22                | 9                 | 1                 | 0                 | 1                 | 0                 | 0                 | 0                 | 23       | 9      | 1           | 0          |
| M. Zmijak       | 2                 | 0                 | 0                 | 0                 | 0                 | 0                 | 0                 | 0                 | 2        | 0      | 0           | 0          |